# Upachara straminea
Upachara straminea är en insektsart som beskrevs av Frederick Arthur Godfrey Muir 1919. Upachara straminea ingår i släktet Upachara och familjen sporrstritar. Inga underarter finns listade i Catalogue of Life.